# Corol·lari
Un corol·lari és una proposició matemàtica que és conseqüència immediata d'una altra proposició prèviament demostrada.
En matemàtiques un corol·lari es dedueix normalment d'un teorema. La utilització del terme corol·lari, en lloc de proposició o teorema, és molt subjectiva. La Proposició B és un corol·lari de la proposició A si B es pot deduir fàcilment de A o es fa evident de la seva demostració, però el significat de fàcilment o evident pot variar depenent de l'autor i el context. La importància del corol·lari és, normalment, secundària respecte al teorema inicial; B, difícilment es considerarà un corol·lari si les seves conseqüències matemàtiques són tan significatives com les de A. A vegades, un corol·lari té una breu demostració que explica la seva obtenció, altres vegades la seva obtenció es considera evident.